# Live from Loreley
Live from Loreley – koncert zespołu Marillion we "Freilichtbuhne Loreley" koło Sankt Goarshausen, gdzie zebrał wielki tłum ludzi. W 2004 roku został wznowiony na DVD, bez żadnych dodatków.

## Dane DVD
- Video: 4:3, PAL or NTSC
- Audio: 5.1 Surround
- Region: 0 (Multi-Region)

## Lista utworów
1. Slainte Mhath
2. Assassing
3. Script for a Jester's Tear
4. Incubus
5. Sugar Mice
6. Hotel Hobbies
7. Warm Wet Circles
8. That Time of the Night
9. Pseudo Silk Kimono
10. Kayleigh
11. Lavender
12. Bitter Suite
13. Heart of Lothian
14. The Last Straw
15. Incommunicado